# Lampart amurski
Lampart amurski (Panthera pardus orientalis) – podgatunek lamparta plamistego, ssaka z rodziny kotowatych (Felidae), występujący na Rosyjskim Dalekim Wschodzie, głównie w Parku Narodowym „Ziemia Leoparda”, oraz w północno-wschodnich Chinach. Kiedyś występował także na Półwyspie Koreańskim, jednak już się go tam nie spotyka. Jest to jeden z najbardziej zagrożonych gatunków ssaków drapieżnych na świecie.

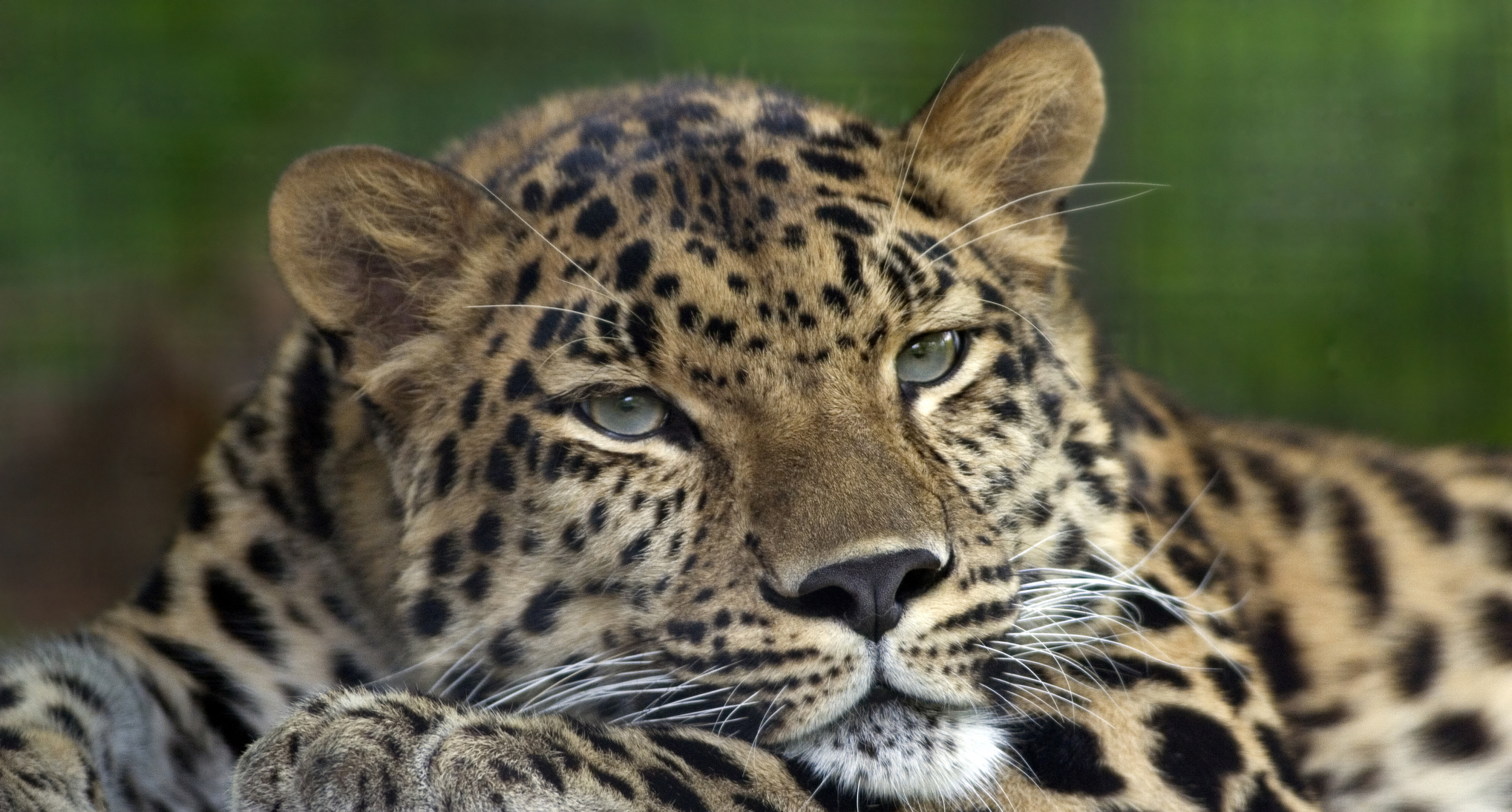

Lampart amurski jest samotnikiem, prowadzi nocny tryb życia. Dłuższe i szersze niż u innych lampartów łapy ułatwiają mu poruszanie się po śniegu. Dorosłe osobniki ważą przeważnie ok. 40–50 kg, ale znane są też takie, które osiągnęły masę 75 kg. Żywi się głównie jeleniowatymi i mniejszymi ssakami. P. p. orientalis ma najniższy poziom zmienności genetycznej ze wszystkich podgatunków lamparta.
Badania genetyczne w oparciu o markery molekularne potwierdziły status podgatunku dla P. p. orientalis.

## Status i ochrona
W 1996 zaliczony do kategorii CR (krytycznie zagrożony) Czerwonej Księgi IUCN pod nazwą Panthera pardus ssp. orientalis. Obecnie nie jest osobno klasyfikowany przez IUCN.
Jego głównym wrogiem jest człowiek – jeden lampart jest wart 50 tysięcy dolarów, co więcej, siedliska tych zwierząt są masowo niszczone przez nielegalny przemysł drzewny. 
W 1998 liczebność populacji oszacowano na 50 dorosłych osobników (Aramilev et al. 1998, Miquelle 1998). W 2000 roku żyło zaledwie około 30 osobników w Rosji oraz dwa w Chinach. W 2007 uznany za wymarłego w Chinach i na Półwyspie Koreańskim. Aby uratować populację lamparta amurskiego w Rosji i Chinach uruchomiono programy reintrodukcji, dzięki czemu jego liczebność wzrasta. W 2017 roku w samym Parku Narodowym „Ziemia Leoparda” liczebność dzikiej populacji zwiększyła się do 103 osobników (84 dorosłych i 19 kociąt). W 2018 w Chinach stwierdzono co najmniej 47 osobników.